# Spider-Woman (Charlotte Witter)
Charlotte Witter, de vierde Spider-Woman, is een fictieve superschurk uit de strips van Marvel Comics. Ze verscheen voor het eerst in Amazing Spider-Man (vol. 2) nr. 5.

## Biografie
Charlotte Witter is modeontwerpster en de kleindochter van de psychische Madame Web. Ze houdt zich vooral bezig met handel op de zwarte markt, wat ertoe leidt dat ze komt te werken voor Dr. Octopus. Via genetische manipulatie muteert Dr. Octopus haar in een men/spinhybride, waarna ze de vierde Spider-Woman wordt. Hij geeft haar de gave om de krachten van de andere Spider-Women te absorberen. In ruil daarvoor moet zij Spider-Man uitschakelen. Ze steelt de krachten van Jessica Drew, Julia Carpenter, Mattie Franklin en Madame Web. Daarna vecht ze met Spider-Man, maar het lukt haar niet hem te doden.
Charlotte wordt later opgespoord door de nu krachteloze Mattie, die alle krachten die Charlotte heeft gestolen terugabsorbeert, waaronder Charlottes eigen kracht. Charlottes krachten lijken even terug te keren, maar ze wordt opnieuw door Mattie verslagen.

## Krachten en vaardigheden
Charlotte Witter heeft bovenmenselijke krachten, snelheid en lenigheid. Ze kan tegen muren op klimmen, bio-elektrische venom blasts afvuren, psionische webben creëren, uit haar rug psychische spinnenpoten laten groeien, en vliegen. Ze bezit ook een soort 'spider-sense' in de vorm van korte visioenen over te toekomst. Daarnaast heeft ze telepathische krachten.